# دانيال بوغدانوفيتش
دانيال بوغدانوفيتش (بالإنجليزية: Daniel Bogdanović)‏ هو لاعب كرة قدم مالطي في مركز الهجوم، ولد في 26 مارس 1980 في مصراتة في ليبيا. شارك مع منتخب مالطا لكرة القدم. أما مع النوادي، فقد لعب مع سلايما واندريرز وشيفيلد يونايتد ونادي بارنسلي ونادي بلاكبول ونادي تشيرنو مور فارنا ونادي روتشديل ونادي فاساس ونادي فاليتا ونادي لوكوموتيف صوفيا ونادي مارساشلوك ونوتس كاونتي.

## وصلات خارجية
- دانيال بوغدانوفيتش على موقع الاتحاد الأوربي (الإنجليزية)
- دانيال بوغدانوفيتش على موقع قاعدة بيانات كرة القدم.إي يو (الإنجليزية)
- دانيال بوغدانوفيتش على موقع ناشيونال فوتبول تيمز (الإنجليزية)
- دانيال بوغدانوفيتش على موقع Soccerbase.com (لاعب) (الإنجليزية)
- دانيال بوغدانوفيتش على موقع Soccerway.com (الإنجليزية)